# Jonathan Barreiro
Jonathan Barreiro (Cerceda, La Coruña, 16 de enero de 1997) es un jugador de baloncesto español, que juega en el Club Baloncesto Málaga de la Liga ACB. Con 2,05 metros de altura, juega en la posición de alero.
Durante la temporada 2013/14, con solo 17 años, debutó en la Liga ACB y en la Euroliga con el primer equipo del Real Madrid.

## Trayectoria deportiva
Jonathan inicia su carrera como jugador en las categorías inferiores del Escola Basket Xiria de Carballo (La Coruña) y posteriormente en el CB Sant-Yago. En la Minicopa ACB 2010 se dio a conocer para el gran público, jugando como invitado por el DKV Joventut. En el Campeonato de España Infantil de 2011 promedió 18,1 puntos y 9,6 rebotes en 25,1 minutos, lo que atrajo la atención de varios clubes españoles. Posteriormente, el FC Barcelona le invitó a disputar la Minicopa ACB 2011 y el Torneo Infantil UBSA.
En septiembre de 2012 entra a formar parte de la cantera del Real Madrid de Baloncesto, en categoría Cadete. Su primera campaña en el conjunto blanco estuvo marcada por sus grandes actuaciones con el cadete pero también por sus numerosos minutos con el equipo Junior, llegando a disputar el Torneo Júnior Ciutat de L’Hospitalet NIJT. En este prestigioso torneo sus números, siendo un jugador de edad inferior, fueron: 5.4 puntos, 3 rebotes y 1.2 asistencias por partido.
En la temporada 2013/14 se incorpora al equipo Júnior del Real Madrid de Baloncesto, donde combina su participación con los partidos del Real Madrid "B" de Liga EBA. Comenzó la temporada logrando la victoria y el MVP en el Torneo Junior de Villaviciosa de Odón gracias, en gran medida, a su actuación en la final: 23 puntos, 8 rebotes y 28 de valoración en 24 minutos.
En enero de 2014 el Real Madrid Júnior obtiene el Torneo Júnior Ciutat de L’Hospitalet NIJT, un campeonato que el equipo blanco no había logrado desde 2006.
El 13 de abril de 2014 se proclaman campeones del Campeonato de Madrid Júnior al derrotar en la Fase Final al Tuenti Móvil Estudiantes A y al Espacio Torrelodones A.
El 10 de mayo de 2014 el Real Madrid obtiene la victoria en el Campeonato de España Júnior 2014, disputado en Marín (Pontevedra), después de 14 años sin vencer en esta competición.
En total, disputó 24 partidos con el EBA, promediando 13,4 puntos por partido. Además, durante esa temporada 2013/14 debuta con el primer equipo del Real Madrid de Baloncesto en Euroliga (el 28 de febrero de 2014 contra el KK Partizan de Belgrado, anotando un punto), y en Liga ACB (el 9 de marzo de 2014 contra el Obradoiro CAB).
El 15 de marzo de 2014 disputa su segundo partido en ACB con el Real Madrid de Baloncesto, contra el Club Baloncesto Murcia, anotando 3 puntos.
El verano de 2015 firma por el Club Ourense Baloncesto, así volviendo a su Galicia natal. 
Tras su paso por el club gallego, en agosto de 2016 fichó por cuatro temporadas con el Basket Zaragoza 2002.

### Selección nacional
En agosto de 2012 se proclama con la selección española Sub-15 campeón del Torneo de la Amistad de Marín, derrotado al equipo francés en la Final.
Debido a distintas lesiones, en el verano de 2013 no pudo disputar con la selección española el Europeo Sub-16 Ucrania 2013, ni el Campeonato Mundial de Baloncesto Sub-17, disputado en Dubái (Emiratos Árabes Unidos), en el verano de 2014.
En 2016 formó parte de la selección que consiguió el oro en el Campeonato Europeo sub-20, disputado en Helsinki.
Debutó con la selección absoluta en febrero de 2018 contra Montenegro, en un partido de clasificación para el mundial.